# Nagroda International Indian Film Academy
Nagroda International Indian Film Academy) (zazwyczaj nazywane  Nagroda IIFA) – prestiżowa nagroda wyrażająca uznanie filmom indyjskim w języku hindi z Bollywoodu. Nagrody są przydzielane co roku podczas ceremonii, która ma miejsce poza granicami Indii. Organizatorem nagród jest firma Wizcraft International Entertainment, która postawiła sobie za cel popularyzację kina indyjskiego poza granicami państwa. IIFA od 2003 roku jest fundacją wspieraną sztabem doradców – osobistości ze świata filmu indyjskiego (wśród nich są Amitabh Bachchan, Ramesh Sippy, Jyoti Prakash Dutta, Vinod Khanna, Jaya Bachchan, Pahlaj Nahalani, Shyam Shroff i David Dhawan).
Przedstawiciele świata filmowego wybierają filmy i twórców do nominacji, a publiczny międzynarodowy wybór widzów decyduje droga internetową o przyznaniu nagrody.
Nagrody przyznano po raz pierwszy przyznawać w 2000 roku w Londynie w The O2. Od tego czasu ceremonia wręczania nagród odbywała się w różnych miejscach w różnych krajach.
- 2000 – Londyn, Wielka Brytania
- 2001 – Sun City, Południowa Afryka
- 2002 – Genting Highlands, Malezja
- 2003 – Johannesburg, Południowa Afryka
- 2004 – Singapur
- 2005 – Amsterdam, Holandia
- 2006 – Dubaj, Zjednoczone Emiraty Arabskie
- 2007 – Sheffield, Wielka Brytania news.bbc.co.uk
- 2008 – Bangkok, Tajlandia
- 2009 – Makau
- 2010 – Kolombo, Sri Lanka

## Nagrody

### Najpopularniejsze nagrody
- Nagroda IIFA dla Najlepszego Filmu
- Nagroda IIFA dla Najlepszego Reżysera
- Nagroda IIFA dla Najlepszego Aktora
- Nagroda IIFA dla Najlepszej Aktorki
- Nagroda IIFA dla Najlepszego Aktora Drugoplanowego
- Nagroda IIFA dla Najlepszej Aktorki Drugoplanowej
- Nagroda IIFA za Najlepszą Rolę Negatywną
- Nagroda IIFA dla Najlepszego Aktora Komediowego
- Nagroda IIFA za Najlepszą Muzykę
- Nagroda IIFA za Najlepsze Teksty Piosenek
- Nagroda IIFA za Najlepszy Playback Męski
- Nagroda IIFA za Najlepszy Playback Kobiecy
- Nagroda IIFA za Całokształt Twórczości
- Nagroda IIFA za Najlepszy Debiut

Nagrody wyrażają uznanie filmom zrealizowanym rok wcześniej.